# Passerelle Michèle-Morgan
Pour les articles homonymes, voir Bichat.
La passerelle Michèle-Morgan est une passerelle piétonne franchissant le canal Saint-Martin, dans le 10e arrondissement de Paris.

## Situation et accès
La passerelle franchit le bassin des Récollets, en amont des écluses des Récollets, à proximité du jardin Villemin - Mahsa Jîna Amini. Elle relie le quai de Valmy au quai de Jemmapes à hauteur de la rue Bichat, voie à laquelle elle devait son ancienne appellation de « passerelle Bichat ».
Ce site est desservi par les stations de métro Jacques Bonsergent et Gare de l'Est.

## Origine du nom
L'ouvrage porte depuis octobre 2024 le nom de Michèle Morgan (1920-2016), actrice française, notamment connue pour la réplique que lui adresse Jean Gabin dans Le Quai des Brumes : « T'as d'beaux yeux tu sais ».
Cette dénomination est inaugurée le 28 février 2025, à l'occasion de l'anniversaire de l'actrice, née le 29 février 1920.

## Description
La passerelle Michèle-Morgan est un pont en arc par-dessous en fonte. Elle est restaurée en 2021 et, après avoir été peinte en bleu pendant de longues années, retrouve sa couleur originelle, le gris clair.

## Historique
Anciennement « passerelle Bichat », du nom de la rue qui y conduit, elle porte son nom actuel depuis octobre 2024. 

## Galerie

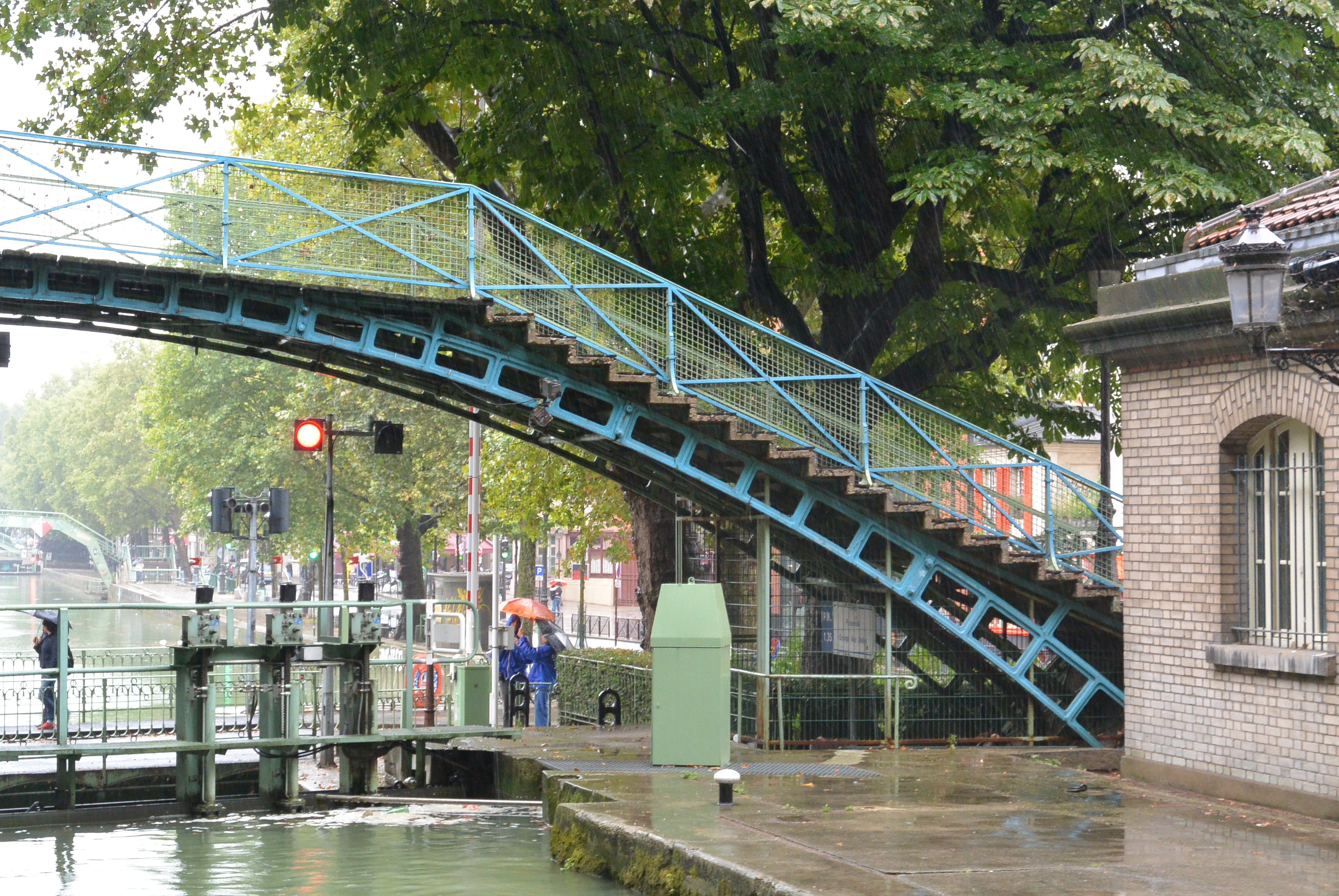
La passerelle Bichat en 2013, dans sa teinte bleue.
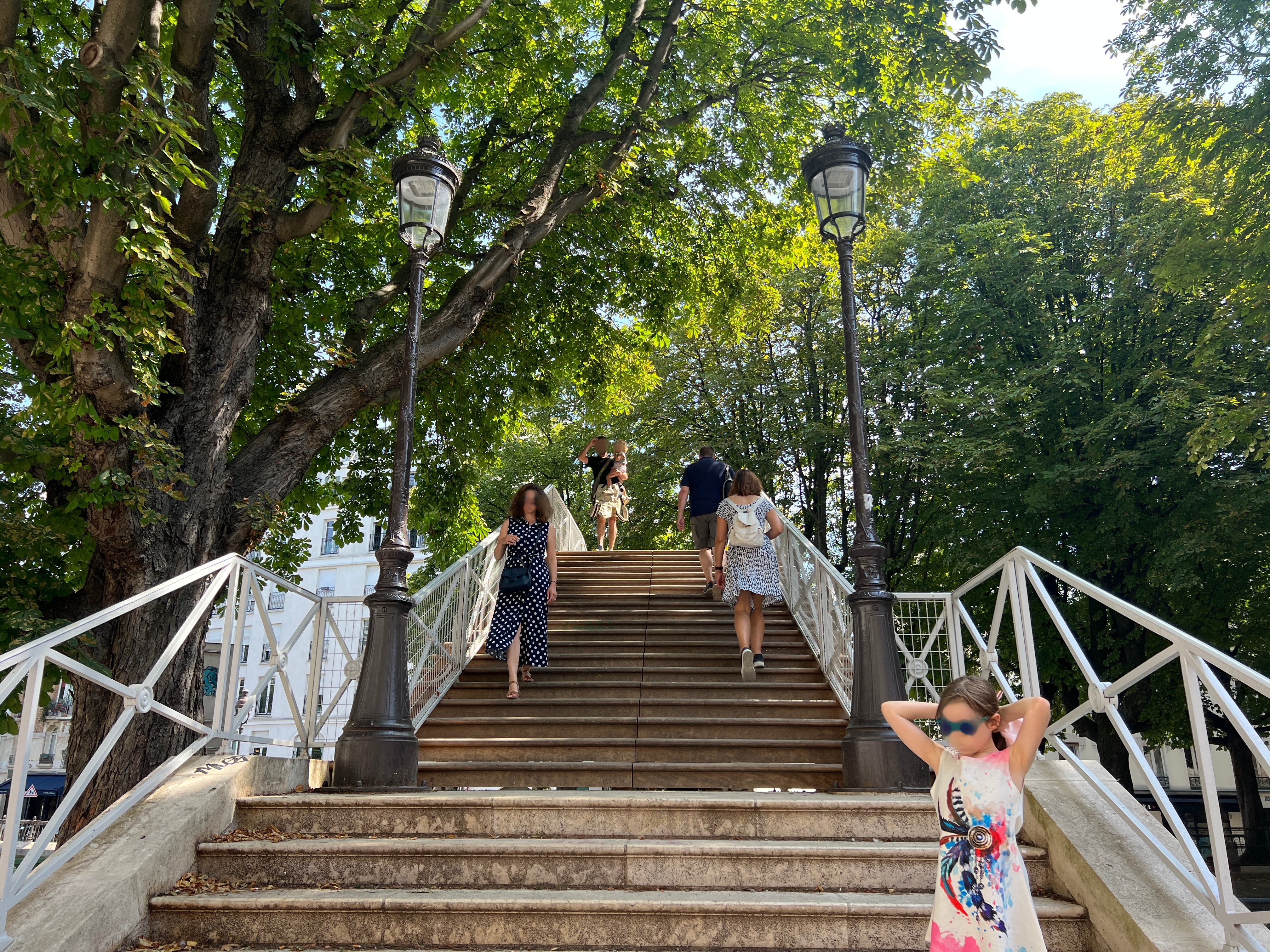
La passerelle en 2022, après sa restauration.
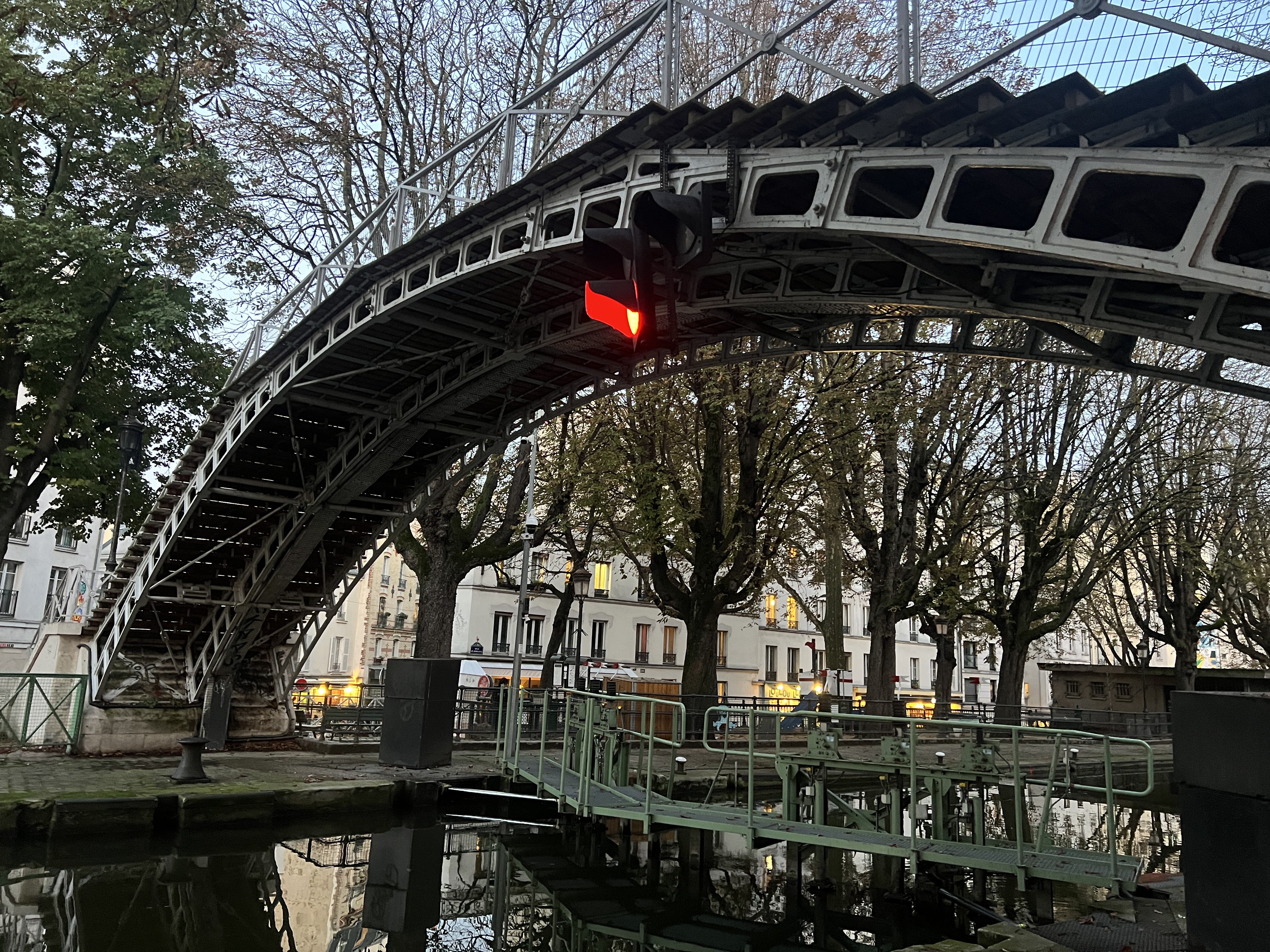
La passerelle Michèle-Morgan, en 2024.
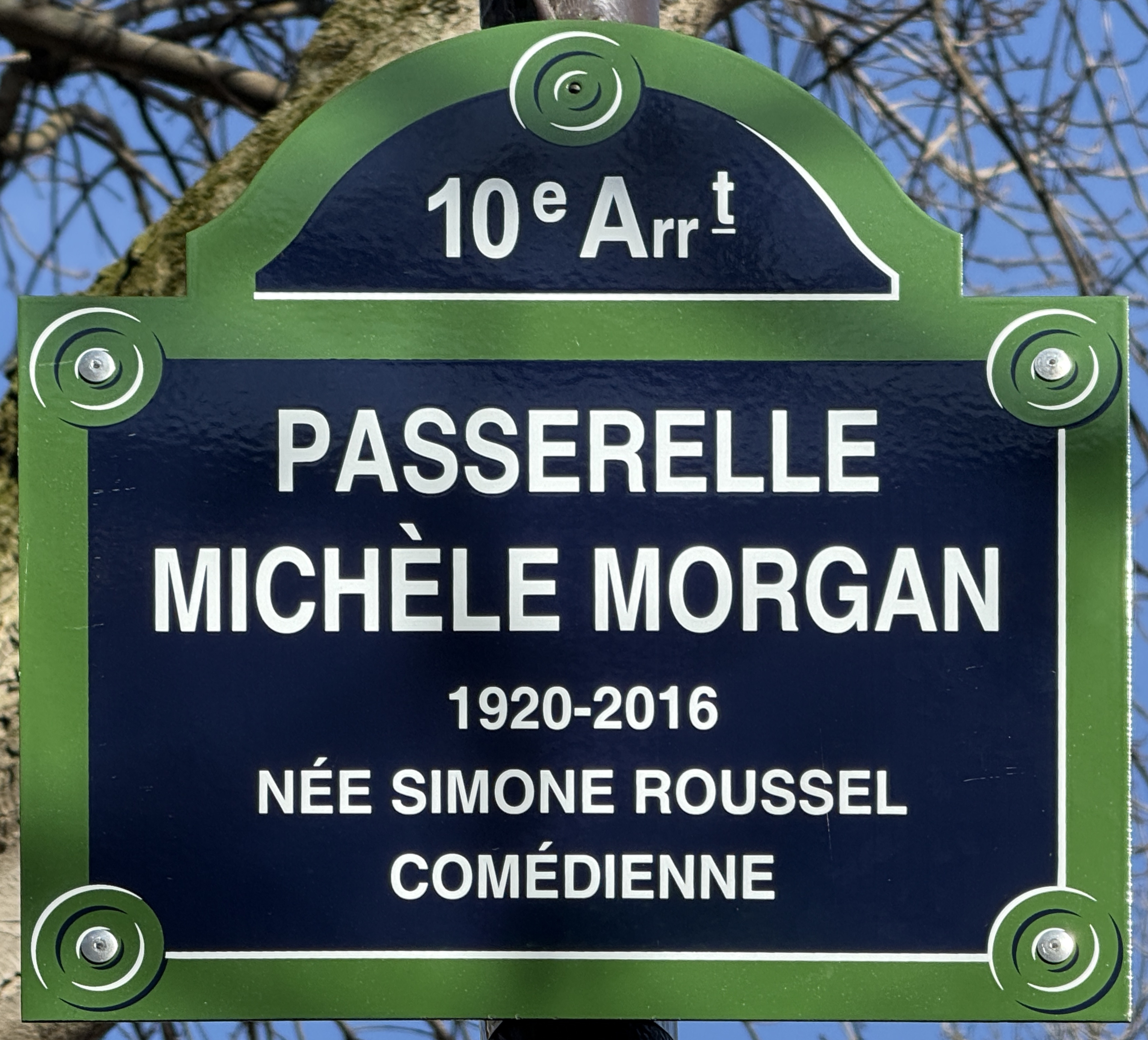
Plaque de la passerelle.